# Roger Lombardot
Roger Lombardot, né en 1947 à Quingey dans le Doubs, est un auteur, metteur en scène de théâtre résidant en Ardèche. Il est directeur artistique de la Compagnie Théâtre d'Aujourd'hui.

## Biographie
Auteur engagé de la génération mai 68, il dénonce dans ses textes les horreurs de la guerre, "la matrice de toutes les violences". Selon le critique Gilles Costaz, si Roger Lombardot peut être rapproché de l'auteur anglais Edward Bond, sa vision du monde se veut cependant porteuse d'espoir : l'amour et surtout l'art peuvent réunir les hommes.
« Il représente de façon humble autant qu’ambitieuse tout ce que la parole théâtrale peut porter conjointement de dénonciation révoltée, désespérée et de foi en l’art comme en l’humanité » pour Marie Bernanoce.
Selon Brigitte Purkhardt, « Roger Lombardot appartient à cette génération que certains idéaux ont marqué à tout jamais, en particulier la consécration de la vie perçue comme l’ultime richesse que se partagent, dans la justice et la joie, des êtres épris de liberté, de lucidité, d’espoir, de créativité, de beauté, de solidarité… Son amour pour l’humanité s’impose d’emblée, de même que sa foi en l’homme, mais il ne s’agit pas d’un amour aveugle qui gomme les tares de l’humain. Une lucidité sans complaisance traverse au contraire l’œuvre, et la barbarie y est dénoncée sans la moindre trace d’angélisme ».
Son intérêt pour le théâtre date de sa jeunesse. Il commence comme acteur pendant son service militaire en Polynésie.
En 1974, il s'installe avec sa femme Cécile à Saint-Mélany, village d'Ardèche qui devient sa terre d'adoption.
L'écriture lui est familière ; il en explore diverses formes, des textes de chansons pour le groupe musical Ange, des nouvelles, des articles de journaux. C'est en 1981 qu'il retourne au théâtre, non plus comme acteur, mais en écrivant une première pièce, Jonathan Dubois deux fois. C'est le début d'une carrière prolifique d'auteur, avec à son actif une quarantaine de pièces.
De 1989 à 1995, s'ouvre une période d'engagement humanitaire tourné vers les pays d'Europe de l'Est en conflit.
En 1989, il crée Eropa, une organisation internationale reconnue par l'UNESCO, pour aider les personnes les plus démunies par le biais de l'expression artistique. Une tournée théâtrale de Revoir les cerisiers en fleurs est organisée en Roumanie puis en Croatie et en Bosnie.
En 1993, il organise un concert musical inédit sur le Mont Blanc réunissant 100 musiciens et choristes et le pianiste Christopher Beckett, pour sensibiliser les Européens aux horreurs de la guerre qui ravage alors l'ex-Yougoslavie et venir en aide aux enfants réfugiés. Le concert est dirigé par le chef d'orchestre français Hugues Reiner. Ce spectacle filmé par Denis Ducroz pour France 3 est ensuite diffusé sur 23 chaînes de télévision dans le monde le 21 juin, Fête de la musique. Autre action d'envergure, Le violon de la paix, concert joué par 10 jeunes violonistes dans 10 villes d'Europe formant une étoile autour de l'ex-Yougoslavie (Stockholm, Berlin, Londres, Strasbourg, Barcelone, Venise, Athènes, Cluj, Kiev, Varsovie) et retransmis le soir de Noël par France Musique et d'autres chaînes de radio et de télévision en Europe. Cette période sera racontée dans La beauté sauvera le monde (2017).
En 1995, criblé de dettes, il met un terme à ce type de projets et se lance dans une forme de théâtre-récit proche du théâtre primitif grec, avec une série de textes réunis dans Le cycle de la Rose : décadrame, dix pièces pour acteur/actrice unique (2009).
En 2002, il installe un théâtre dans les caves voûtées de sa maison, à Laurac-en-Vivarais. Un lieu de création dans lequel ses pièces sont présentées avant de partir en tournée en France et à l’étranger, et où il constitue à partir de 2006 une théâtrothèque réunissant les œuvres de plus de 300 auteurs contemporains.
En 2003, il visite la grotte Chauvet, une expérience marquante qui lui inspire La Rose (et plus tard en 2012, Homo Botticelli). En 2009, il invite 33 auteurs à venir écrire 1000 mots chacun à propos des peintures rupestres de cette grotte : 33 000 mots en regard des 33 000 ans qui nous séparent des premières peintures de l’humanité connues à ce jour.
En 2013, il met en place des résidences d'auteur au milieu de la nature avec une restitution des écrits dans son théâtre.
En 2016, il fête ses 36 ans d'écriture et de création théâtrale.
En 2018, la pièce Ce soir je ne jouerai pas Antigone, est créée dans le cadre d'une résidence à l'Institut Français de Casablanca. Il en assure la mise en scène ; l'interprétation est donnée à Coralie Russier (actrice pour qui il avait écrit Sarah) ; un musicien l'accompagne, Steve Shehan. La pièce est jouée au Théâtre 121 à Casablanca. Ce monologue évoque la crise des migrants en Méditerranée et le viol des femmes comme arme de guerre. Invité en résidence d'écriture à La Réunion en novembre 2018, Roger Lombardot s'en fait l'interprète et présente aussi 50 ans d'amour (2018) ainsi que 68 mon amour (2008), deux textes autobiographiques.
En mars 2019, sa pièce Discours d’investiture de la Présidente des États-Unis, mise en scène par Chantal Péninon, interprétée par Claudine Guittet (Compagnie Vue sur scène), est jouée au Matignon High School Theater à Boston, dans le cadre du mois de la francophonie. Cette pièce est également présentée au Festival Off d'Avignon 2019, ainsi que 68 mon amour, au théâtre La croisée des chemins.
En 2020, il crée Le Nouveau Monde, un spectacle s’inspirant du Banquet, de Platon. 30 acteurs sur la scène d’un théâtre antique vide… pour cause de Covid.
En 2021, il écrit et met en scène Voyage autour de ma cabane, une réflexion sur le vivant à l’heure où la pandémie paralyse le monde. Le texte est illustré par une série de photographies de nature réalisées par son fils, Manuel Lombardot.
En 2022, il crée Ma rencontre avec Danyèl Waro à Léspas culturel Leconte de Lisle, à Saint-Paul, puis à La Cité des arts, à Saint-Denis (La Réunion). La pièce porte sur le musicien, chanteur, poète réunionnais Danyèl Waro. Elle est éditée en français et créole.
En 2023, il effectue un périple de l’Ardèche à la Toscane sur les traces de Léo Ferré. Roger Lombardot a connu l’artiste en 1975, dans sa maison d’Ardèche. Il est resté ami avec Marie-Christine, son épouse. Ce voyage débouche sur un spectacle intitulé Bienvenue sur la Terre. Une fresque illustrée de 80 photographies réalisées par Manuel Lombardot. L’auteur est accompagné sur scène par Gari Grèu, chanteur du groupe Massilia Sound System. Marie-Christine Ferré assiste à la première de la pièce en Ardèche.
En 2024, il crée L’expérience humaine à la Ferme Courbet, à Flagey, dans le Doubs, en partenariat avec le musée Courbet. Une pièce s’appuyant sur la vie de l’auteur et se développant autour de L’Origine du Monde, de Gustave Courbet.
En septembre de la même année, il reprend Discours d’Investiture de la Présidente des États-Unis au Théâtre Antique d’Alba-la-Romaine, une pièce datant de 2005. Au moment où débutent les répétitions, il ignore que Joe Biden ne se représentera pas et que Kamala Harris briguera la présidence des États-Unis. Le texte est édité en version bilingue français-anglais.
Les pièces de Roger Lombardot ont fait l’objet d’un mémoire de maîtrise à l’université Paris-Sorbonne (Paris-IV), intitulé Genèse de la création théâtrale chez Roger Lombardot par Antoinette de Robien, sous la direction de Gabriel Conesa.
Roger Lombardot est membre des Écrivaines et écrivains associés du théâtre (eat).
On peut encore préciser que, depuis les années 80, outre le concert sur le Mont-Blanc, il a réalisé de nombreux spectacles dans la nature : sentiers, parcs, places, lacs et rivières, vignobles, grottes, forêt au Canada, plateau dans les Carpates, volcan en Islande, lagon en Polynésie, déambulation dans les Cévennes sur les traces de Stevenson…

## Œuvre
- 1981 : Jonathan Dubois deux fois, inédit
- 1982 : Tout le monde est concerné, inédit
- 1983 : Le grand orchestre des morts, inédit
- 1984 : Elle buvait l’eau des huîtres, inédit. Eloïse et Philémon, Actes Sud
- 1985 : Le président, EDLB
- 1986 : Juste un peu de poussière. Il y a des salauds qui pillent le cœur des femmes. Guatemala, inédit
- 1987 : Marcovolio. La troisième marche. Seulement pour les fous, inédit. Revoir les cerisiers en fleurs, Les Cahiers de l'Egaré (2005)
- 1988 : Noël 1788. Combien sommes-nous à hurler la nuit sur les voies ferrées,  inédit
- 1989 : Casque bleu. Les gladiateurs, inédit
- 1990 : Marie Saraiva. Irina ou la joie des mots
- 1991 : Clara et le piano. Le sourire d'Irina
- 1992 : Retour à Novgorod. Le voyage
- 1995 : Requiem pour une fin de millénaire, Les Cahiers de l’Égaré (2000).
- 1997 : Shéhérazade, Les Cahiers de l’Égaré (2000)
- 1999 : Lettre à l'enfant, Les Cahiers de l’Égaré (2000)
- 2000 : La déclaration. Les saisons du monde, inédit
- 2001 : Voyage en Amérique
- 2002 : Une vie, Les Cahiers de l’Égaré (2002)
- 2003 : La Rose, Les Cahiers de l’Égaré (2003)
- 2004 : Sarah, Les Cahiers de l’Égaré (2005)
- 2005 : Discours d'investiture de la Présidente des États-Unis, Les Cahiers de l’Égaré (2006)
- 2006 : Fa'a'amu, l'enfant adoptif, Les Cahiers de l’Égaré (2006)
- 2007 : 68 mon amour, Les Cahiers de l’Égaré (2008)
- 2009 : Fantaisies Culinaires. La vie sublime, in Le cycle de la Rose, Les Cahiers de l’Égaré (2009)
- 2012 : Homo Botticelli, Les Cahiers de l’Égaré (2013)
- 2014 : Éloge de la femme de 60 ans, inédit
- 2016 : La beauté sauvera le monde, Mercurart (2016)
- 2018 : Ce soir je ne jouerai pas Antigone. 50 ans d'amour, Éditions Le Solitaire (2018)
- 2020 : Le Nouveau Monde, inédit
- 2021 : Voyage autour de ma cabane (illustré de photographies de Manuel Lombardot) Éditions du Pivert
- 2022 : Ma rencontre avec Danyèl Waro, édition bilingue français-créole, trad. Lofis La Lang Kréol. Éditions Le Solitaire collection « Jeune Théâtre »  (ISBN 978-2-364071735)
- 2023 : Bienvenue sur la Terre, inédit
- 2024 :  L’expérience humaine, Éditions du Pivert. Discours d’Investiture de la Présidente des États-Unis, édition bilingue français-anglais, Éditions Le Solitaire collection « Jeune Théâtre »   (ISBN 978-2-364071933)

### Pièces courtes
- Chère Gabrielle, dans l’ouvrage collectif Gabrielle Russier Antigone, Les Cahiers de l’Égaré (2009)
- Tragédie moderne, dans l’ouvrage collectif Envies de Méditerranée, Les Cahiers de l’Égaré (2010)
- Le bal des suicidés, dans l’ouvrage collectif Marilyn après tout, Les Cahiers de l’Égaré (2012)
- Le Bijou Calcifié, dans l’ouvrage collectif Diderot pour tout savoir, Les Cahiers de l’Égaré (2014)
- Annapurna et K2, dans l’ouvrage collectif Cervantès Shakespeare, Les Cahiers de l’Égaré (2015)
- Les Justes, dans l’ouvrage collectif Elle s’appelait Agnès, Les Cahiers de l’Égaré (2016)